# Wilhelm Waldeck
Friedrich Carl Wilhelm Waldeck (* 13. März 1815 in Korbach; † 25. Januar 1870 in Arolsen) war ein deutscher Rechtsanwalt und Politiker.

## Leben
Waldeck war der Sohn des Oberappellationsgerichtsrat Wilhelm Waldeck und dessen Ehefrau Christine Wilhelmine Luise Dorothea, geborene Wigand. Er heiratete am 21. Mai 1844 in Arolsen Emma Schumacher. Waldeck besuchte das Landesgymnasium in Korbach und studierte Jura in Marburg a.d. Lahn und Göttingen. 1831 wurde er Mitglied des Corps Guestphalia in Marburg, 1833 des Corps Hildeso-Guestphalia Göttingen. Waldeck war ab 1838 Rechtsanwalt in Arolsen.
1856 war er Abgeordneter im Landtag des Fürstentums Waldeck-Pyrmont. Er wurde im Wahlkreis Kreis der Twiste gewählt.